# Ненашев, Борис Павлович
Борис Павлович Ненашев (16(28).04.1889, г. Орел, Российская империя — 18.04.1956, Ленинград) — советский военачальник, один из первых командиров отечественной зенитной артиллерии, генерал-майор береговой службы (21.05.1941), генерал-майор артиллерии (05.05.1952, переаттестован), доцент, участник Великой Отечественной войны.

## Биография
Родился 16 (28) апреля 1889 года в городе Орел, Российской империи. По национальности русский. Из дворян.
Получил блестящее домашнее образование. В службе с 1908 года, закончил Павловское военное училище (1910 год).
После окончания училища продолжил службу в Русской императорской армии. Участник первой мировой войны. Младший офицер артиллерийского дивизиона (8.1910 — 2.1916), старший офицер тяжёлой батареи (2.1916 — 5.1917). Окончил Офицерскую школу стрельбы по воздушному флоту в Двинске (1917 год). Командир батареи и начальник ПВО 12-й армии (5 — 10.1917), начальник воздушной обороны Риги (1917). Последний чин в Русской армии: подполковник.
После Октябрьской революции продолжил службу в РККА. Выборный командир 7-й Отдельной автомобильной батареи для стрельбы по воздушному флоту (10.1917 — 2.1918). Первый начальник Управления заведующего формированиями зенитных батарей в Калуге (3.1918 — 7.1919).
В годы Гражданской войны командир арт. дивизиона на Восточном фронте (7.1919 — 3.1920), начальник отдела штаба войск внутренней охраны, школы мл. комсостава (3 — 12.1920), начальник водного хозяйства г. Самарканда (12.1920 — 4.1922), инспектор войск ГПУ (4 — 12.1922). После гражданской войны начальник отдела акционерного общества «Винторг» (12.1922 — 3.1924) в Москве, коммерческий директор акционерного общества «Крымкурсо» (3.1924 — 6.1925) в Севастополе, начальник отдела акционерного общества «Автопром-торг» в Москве (6.1925 — 2.1928).
Начальник штаба 121-го арт. полка (2.1928 — 9.1929) МСЧМ (Морские Силы Чёрного моря). Командир 85-го арт. полка (9.1929 — 2.1933), инспектор ПВО (2.1933 — 1.1935), начальник сл. зенитной артиллерии, ПВО Упр. МС РККА (1.1935 — 6.1938), доцент кафедры тактических свойств оружия арт. факультета Военно-морской акад. им. К. Е. Ворошилова с июня 1938 года.
В 1940 году принят в члены компартии.  21 мая 1941 Борису Павловичу было присвоено звание генерал-майор береговой службы. Великую Отечественную войну встретил в прежней должности. Командир 4-й отд. БМП (7.1941 — 7.1942) КБФ.
Бригада под его командованием приняла участие в ночь с 18 на 19 сентября 1941г. в наступательных действиях наших войск на острове Коневец (Приозерский р-н), в районе Шлиссельбурга и Синявино (Кировский р-н). В результате этих действий был захвачен плацдарм – Невский пятачок, заняты населенные пункты и перерезана дорога на Шлиссельбург. Бригада вела упорные бои за удержание и расширение плацдарма, который имел большое значение для обороны Ленинграда.
В 1942 году отозван с фронта и назначен начальником кафедры ПВО (7.1942 — 9.1943), АКОС (Академические курсы офицерского состава) (9.1943 — 5.1945), начальник факультета радиолокации (5 — 9.1945) ВМА им. К. Е. Ворошилова, (9.1945 — 3.1947) ВМАКВ им. А.Н.Крылова. В распоряжении главкома ВМС (3 — 5.1947). Начальник кафедры теории стрельбы и ПУС Высш. радиолокац. офицерских классов ВМС (5.1947 — 12.1948), Высших радиотехнических офицерских классов УОПП и ПЛО им. С. М. Кирова (12.1948 — 8.1952).
Из аттестации: «Ненашев является хорошим специалистом в области зенитной артиллерии (ПВО флота и баз), а также широко образованным артиллеристом. Обладая хорошей математической и специальной подготовкой и большими методическими навыками, правильно и умело руководит работой кафедры... Отличный организатор и руководитель, умело прививает слушателям любовь к изучаемым дисциплинам и специальности. Систематически изучает опыт Отечественной войны и преломляет его в своей педагогической работе. Чрезвычайно требователен к себе и подчиненным. Требовательность сочетает с большим тактом, вежливостью и настойчивостью. Очень исполнителен, точен и аккуратен».
Автор учебников: «Аэростаты заграждения», «Теория вероятностей и теория ошибок», «Основы теории вероятностей и теории ошибок», «Основы внешней баллистики и стрельбы корабельной зенитной артиллерии».
С августа 1952 года в отставке. Скончался 18 апреля 1956 года в Ленинграде. Похоронен на Серафимовском кладбище.

## Награды
- Орден Ленина (1948)
- Орден Красного Знамени (1944)
- Орден Трудового Красного Знамени (1944)
- Медаль «За оборону Ленинграда»
- Медаль «За победу над Германией в Великой Отечественной войне 1941—1945 гг.»
- Медали СССР